# Premio Janet Heidinger Kafka
Il premio Janet Heidinger Kafka (Janet Heidinger Kafka Prize) è un riconoscimento assegnato annualmente al miglior libro di narrativa in prosa scritto da una donna statunitense.
Istituito nel 1975 in memoria di Janet Heidinger Kafka, giovane editrice trentenne morta in un incidente automobilistico, riconosce ad ogni vincitrice un premio di 7.500 dollari.

## Albo d'oro[5]
| Anno | Autrice                    | Opera                                   | Traduzione italiana                 |
| ---- | -------------------------- | --------------------------------------- | ----------------------------------- |
| 1975 | Jessamyn West              | The Massacre at Fall Creek              | Addio al passato                    |
| 1976 | Judith Guest               | Ordinary People                         | Gente senza storia                  |
| 1977 | Toni Morrison              | Song of Solomon                         | Canto di Salomone                   |
| 1978 | Mary Gordon                | Final Payments                          | Pagamento finale                    |
| 1979 | Barbara Chase-Riboud       | Sally Hemings                           | La virginiana                       |
| 1980 | Anne Tyler                 | Morgan’s Passing                        | La moglie dell'attore               |
| 1981 | Mary Gordon                | The Company of Women                    | Compagnia di donne                  |
| 1982 | Mary Lee Settle            | The Killing Ground                      |                                     |
| 1983 | Joan Chase                 | During the Reign of the Queen of Persia |                                     |
| 1984 | Rosellen Brown             | Civil Wars                              |                                     |
| 1985 | Ursula K. Le Guin          | Always Coming Home                      | Sempre la valle                     |
| 1986 | Hortense Calisher          | The Bobby Soxer                         |                                     |
| 1987 | Gail Godwin                | A Southern Family                       |                                     |
| 1988 | Kathryn Davis              | Labrador                                |                                     |
| 1989 | Marianne Wiggins           | John Dollar                             |                                     |
| 1990 | Valerie Martin             | Mary Reilly                             | La governante del dottor Jekill     |
| 1990 | Karen Tei Yamashita        | Through the Arc of the Rain Forest      |                                     |
| 1993 | Sherri Szeman              | The Kommandant’s Mistress               |                                     |
| 1994 | Ann Patchett               | Taft                                    |                                     |
| 1995 | Melissa Pritchard          | The Instinct for Bliss                  |                                     |
| 1996 | Kathleen Cambor            | The Book of Mercy                       |                                     |
| 1997 | Cristina García            | The Agüero Sisters                      | Le sorelle Agüero                   |
| 1998 | Nicole Mones               | Lost in Translation                     | La donna di giada                   |
| 1999 | Susan Hubbard              | Blue Money                              |                                     |
| 2000 | Carrie Brown               | The Hatbox Baby                         |                                     |
| 2001 | Edie Meidav                | The Far Field: A Novel of Ceylon        |                                     |
| 2002 | Joyce Hackett              | Disturbance of the Inner Ear            |                                     |
| 2003 | Kate Moses                 | Wintering                               | L'inverno di Sylvia                 |
| 2004 | Sarah Shun-lien Bynum      | Madeleine Is Sleeping                   | Madeleine dorme                     |
| 2005 | Jill Ciment                | The Tattoo Artist                       |                                     |
| 2006 | Nell Freudenberger         | The Dissident                           |                                     |
| 2007 | Miranda Beverly-Whittemore | Set Me Free                             |                                     |
| 2008 | Saher Alam                 | The Groom to Have Been                  |                                     |
| 2009 | Isla Morley                | Come Sunday                             |                                     |
| 2010 | Linda LeGarde Grover       | The Dance Boots                         |                                     |
| 2011 | Amy Waldman                | The Submission                          | Nei confini di un giardino          |
| 2012 | Anna Keesey                | Little Century                          |                                     |
| 2013 | Ru Freeman                 | On Sal Mal Lane                         | Come petali nel vento               |
| 2014 | Jacinda Townsend           | Saint Monkey                            |                                     |
| 2015 | Mia Alvar                  | In the Country                          | Famiglie ombra                      |
| 2016 | Elizabeth Poliner          | As Close to Us as Breathing             |                                     |
| 2017 | Marian Crotty              | What Counts as Love                     |                                     |
| 2018 | Tiffany Quay Tyson         | The Past Is Never                       |                                     |
| 2019 | Margaret Wilkerson Sexton  | The Revisioners                         |                                     |
| 2020 | Danielle Valore Evans      | The Office of Historical Corrections    | L'ufficio delle correzioni storiche |
| 2021 | Rebecca Sacks              | City of a Thousand Gates                |                                     |
| 2022 | Claire Stanford            | Happy for You                           |                                     |
| 2023 | Ye Chun                    | Straw Dogs of the Universe              | Cani di paglia nell’universo        |